# Cerneta, Orjîțea
Cerneta (în ucraineană Чернета) este un sat în comuna Lukimea din raionul Orjîțea, regiunea Poltava, Ucraina.